# El Hadj ould Boumediene Benchiha
El Hadj ould Boumediene Benchiha, dit Bachagha Benchiha, de son nom complet El Hadj ould Boumediene Benchiha ould Adda ould Mohamed ben Osmane, est un notable d'Oranie, né en 1863 à Sidi Daho, près de Sidi Bel Abbès et mort le 3 juin 1937 dans le 6e arrondissement de Paris.
Il est surtout connu pour avoir acquis et restauré, à El Biar, la Djenane Raïs Hamidou.

## Honneurs et distinctions
Il est nommé chevalier de la Légion d'honneur le 26 juillet 1904, puis est promu au grade d'officier le 28 janvier 1914, à celui de commandeur le 29 août 1919, et à celui de grand officier le 19 juillet 1926.
Le 15 juillet 1930 à 18 h 30, il a l'honneur de raviver la flamme éternelle de la tombe du Soldat Inconnu.